# Bobby Caldwell
Bobby Caldwell je americký bubeník, skladatel, producent a aranžér. V roce 1971 založil spolu s Rodem Evansem, Lee Dormanem a dalšími skupinu Captain Beyond. Skupinu opusil v roce 1973, později s ní však znovu vystupoval (1976–1978 a 1998–2003). Roku 1974 založil společně s Keithem Relfem kapelu Armageddon, která se však již roku 1976 rozpadla. Rovněž spolupracoval s kytaristou Johnnym Winterem (hrál na albech Live Johnny Winter And a Saints & Sinners) a Rickem Derringerem (All American Boy). V šedesátých letech byl členem The New Englanders and Noah's Ark.